# Stockholmsnatt
Pour plus de détails, voir Fiche technique et Distribution.
Stockholmsnatt est un film suédois réalisé par Staffan Hildebrand et sorti en 1987. 

## Synopsis
Le film s'inspire de la jeunesse de Paolo Roberto, boxeur professionnel et présentateur de télévision suédois d'origine italienne. Il joue son propre rôle.

## Fiche technique
- Titre : Stockholmsnatt
- Réalisation : Staffan Hildebrand
- Scénario : Staffan Hildebrand
- Musique : Kasper Blom, Carl Dyall, Quincy Jones III et Chris Linder
- Photographie : Johan Schell
- Montage : Fredrik Becklén, Carina Hellberg et Thomas Holéwa
- Pays :  Suède
- Genre : drame et biopic
- Durée : 50 minutes
- Dates de sortie : 
  -  Suède : 23 janvier 1987

## Distribution
- Paolo Roberto : Paolo
- Enzo Roberto : le père de Paolo
- Ellen Roberto : la mère de Paolo
- Ian Roberto : Ian
- Quincy Jones III : Quincy
- Camilla Lundén : Nillan
- Jonas Rasmusson : Ziggy
- Niklas Dahlqvist : Dizzy
- Liam Norberg : Mange